# Tardets-Sorholus
Tardets-Sorholus è un comune francese di 612 abitanti situato nel dipartimento dei Pirenei Atlantici nella regione della Nuova Aquitania.

## Società

### Evoluzione demografica
Abitanti censiti